# Howl (film, 2010)
Pour les articles homonymes, voir Howl (homonymie).
Pour plus de détails, voir Fiche technique et Distribution.
Howl est un film de procès biographique et dramatique de Rob Epstein et Jeffrey Friedman sorti en 2010. Il relate une partie de la vie d'Allen Ginsberg, poète américain de la Beat Generation (mouvement qui se développe dans les années 1950), et notamment le procès pour obscénité qu'attire à son éditeur la parution de son poème Howl.

## Synopsis
En 1957, Lawrence Ferlinghetti, éditeur et poète à ses heures, est poursuivi en justice lors d'un procès retentissant. La raison ? La publication du poème Howl d'Allen Ginsberg, pour l'heure considéré comme obscène...

## Fiche technique
- Titre original : Howl
- Réalisation : Rob Epstein et Jeffrey Friedman
- Scénario : Rob Epstein et Jeffrey Friedman
- Direction artistique : Russell Barnes
- Décors : Thérèse DePrez
- Décorateur de plateau : Robert Covelman
- Costumes : Kurt and Bart
- Photographie : Edward Lachman
- Montage : Jake Pushinsky
- Musique : Carter Burwell
- Production : Rob Epstein, Jeffrey Friedman, Elizabeth Redleaf, Gus Van Sant et Christine Walker
- Société de production : Werc Werk Works, RabbitBandini Productions, Telling Pictures, Radiant Cool
- Société de distribution : Oscilloscope Pictures, Condor Entertainment (France)
- Pays : américain
- Genre : Biographie, Drame
- Format : Noir et blanc/Couleur - Son : Dolby Digital
- Durée : 84 minutes
- Dates de sortie :
  - États-Unis : 21 janvier 2010 (Festival du film de Sundance)
  - États-Unis : 24 septembre 2010 (sortie nationale)
  - France : 1er février 2012

## Distribution
- James Franco : Allen Ginsberg, poète américain et un membre fondateur de la Beat Generation
- Todd Rotondi : Jack Kerouac
- Jon Prescott : Neal Cassady
- Aaron Tveit : Peter Orlovsky
- David Strathairn : Ralph McIntosh
- Jon Hamm : Jake Ehrlich
- Andrew Rogers : Lawrence Ferlinghetti
- Bob Balaban : Juge Clayton W. Horn
- Mary-Louise Parker : Gail Potter
- Treat Williams : Mark Schorer
- Joe Toronto : Marin
- Alessandro Nivola : Luther Nichols
- Jeff Daniels : Professeur David Kirk

## Autour du film
Peu connu à l'époque, Ginsberg sera par la suite le fondateur de la Beat Generation et deviendra rapidement un des personnages emblématiques de la contre-culture américaine.
Le film fait alterner régulièrement plusieurs époques et plans de réalité : la jeunesse de Ginsberg ; des séquences animées transposant le poème Howl proprement dit ; le déroulement du procès de Howl ; et un entretien avec Ginsberg des années après le procès,.